# 柴窑
柴窯，據記載創建于五代後周顯德初年（954年）河南鄭州（一说開封），本是後周世宗帝柴榮的御窯，所以從北宋開始稱為柴窯。2024年11月11日在美国克利夫兰发现一传世完整柴窑器物 — 柴窑水盂。克利夫兰卡帕基金收藏的柴窑水盂和郑州市西大街古窑址窑汗为实物互证得出重大结论:郑州市西大街古窑址为柴荣御窑窑址；并且研究发现月台村及窑沟窑等为唐和五代柴窑民窑窑址。柴荣御窑早于附近柴氏民窑被赵匡胤关停。柴窑作为历史上的六大名窑之首，实至名归。當代的五大名窯（鈞窯、汝窯、官窯、哥窯、定窯）被六大名窑所修订为：柴、汝、官、哥、钧、定。
根據明人謝肇淛《五雜俎》，民間傳聞周世宗帝柴榮曾要求御窯瓷色為“雨過青天雲破處，這般颜色做將來”。明人文震亨也在《長物志》中寫道：“柴窯最貴，世不一見。聞其製青如天、明如鏡、薄如紙、聲如磬"。另據明人曹昭寫的《格古要論》記載”世傳柴世宗時燒者，故謂之柴窯。天青色，滋潤細媚有細紋，多足麄黃土"。黃土應指未塗釉的底足部呈现瓷胚本来的粗黄色。
清蘭浦、鄭廷桂在《景德镇陶錄》一書中說柴窯瓷：“為諸窯之冠”，並說柴窯瓷久不可得，即使殘件碎片，也值得珍重，用作服飾、帽飾、把玩件。世間傳說柴窯瓷片光芒奪目，甚至能夠阻礙箭矢(寶瑩射目，光可卻矢)。
柴窯只有天青色(即藍色)，其他颜色是做伪者根据红楼梦故事讹传混淆视听。
柴窯出自五代，工藝及物料應用都是承傳自唐代三彩器之陶胎單色釉。所以其特徵可能與唐三彩單色釉相似。因是薄陶與瓷之混合製品，所以極輕，也為何是黃土胎。唐三彩單色釉表面銀寶光強烈因而被古人稱讚明如鏡。因薄陶所以輕如無物，易碎，也因此只能作裝飾擺件而非日用器。
柴窯之繼承品就是北宋汝窯，也就是民間誤傳宋徽宗命人找尋“雨過天青雲破處，這般颜色做將來”之天青色瓷器。柴窯出處應是張公巷，因張公巷是五代周世宗之御用官窯。傳世柴窯(註：尚未被官方確認)，據民國二戰押店行內及現今市場消息，多出自河南平頂山老鄉之手。

一胎土
明洪武 曹昭《格古要論》：柴窯 出北地，世傳柴世宗時燒者，故謂之柴窯。天青色，滋潤細媚，有細紋多，足麄黃土，近世少見。

## 足粗是指底足粗大，胎體粗大厚重因襲兩漢舊制，走復古風格淳厚穩重。
景德鎮陶錄「寶瑩射目，光可卻矢」 ，古書說能擋箭，這描述的胎體是粗大的！
明張應文的《清秘藏》記載：「論窯器必曰柴、汝、官、哥、定。柴不可得矣，聞其制云：“青如天，明如鏡，薄如紙，聲如磬”。此必親見，故論之如是。其真餘向見殘器一片，制為縧環者，色光則同，但差厚耳。」又曹明仲云：「‘柴窯足多黃土’，未知然否。」。。。柴不可得，聞其制云！聞是聽說，接著臆測此必親見故論之如是！之後的人更是斷章取義，僅抄錄“青如天，明如鏡，薄如紙，聲如磬”，以訛傳訛。 “薄如紙”與作者所見殘器“但差厚耳”前後茅盾，後人不提他所見，卻抄錄所聞，怪哉！
張應文所見者厚，格古要論裡寫粗足。

二釉色
景德鎮陶錄：同一青瓷，而柴窯、汝窯雲青，其青由近淺藍色。
後周世宗柴榮曾諭旨「雨過天青雲破處，者般顏色作將來。」
北宋歐陽修《歸田錄》：「柴氏窯色如天，聲如磬，世所希有，得其碎片者，以金飾為器。北宋汝窯頗仿佛之，當時設窯汝州，民間不敢私造，今亦不可得。誰見柴窯色，天青雨過時，汝窯磁較似，官局造無私，粉翠胎金潔，華腴光暗滋，旨彈聲戛玉，須插好花枝。」
事物紺珠（編成於萬曆十九年）稱：“柴窯制精色異，為諸窯之冠。”
清末程村居士：雨後天青，止柴窯器色如是，汝窯所仿不類。
從「天青色，滋潤細媚」「雨後天青」「色異」「華腴光暗滋」「雨過天青雲破處，者般顏色作將來。」以上詞句皆表示柴窯擁有難以預測的窯變色彩，絕不是單色釉。

## 記載
柴窯相關紀錄最早見於明朝洪武二十一年（公元1388年）曹昭的《格古要论》，他在“古窯器論”中寫道“柴窯出北地。世傳柴世宗時燒者，故謂之柴窯。天青色，滋潤細媚有細紋，多足麄黃土，近世少見。”